# Indi (ort i Indien)
Indi är en ort i Indien.   Den ligger i distriktet Bijāpur och delstaten Karnataka, i den sydvästra delen av landet, 1 300 km söder om huvudstaden New Delhi. Indi ligger 466 meter över havet och antalet invånare är 34 075.
Terrängen runt Indi är platt. Runt Indi är det ganska tätbefolkat, med 185 invånare per kvadratkilometer. Det finns inga andra samhällen i närheten. Trakten runt Indi består till största delen av jordbruksmark.